# Pictured Within
Albums de Jon Lord
Before I Forget
(1982) Beyond the Notes
(2004)
Pictured Within est le quatrième album studio de Jon Lord  et le premier en seize ans. Il comprend des prestations de Sam Brown, Miller Anderson, Pete York et Thijs van Leer, entre autres. Sur ce disque, Jon Lord ne joue que du piano, et non de son traditionnel orgue Hammond. 
Pictured Within sort en octobre 1998 chez Virgin Classics. Wait a While, l'un des rares morceaux non instrumentaux de l'album, interprété par Sam Brown, sort en single en 1999. De plus, Jon Lord fait une courte tournée en Allemagne en mai 1999 pour promouvoir l'album.

## Titres
- Part 1 - The Valley

1. Sunrise (5:47)
2. Pictured Within (5:22)
3. From the Windmill (6:55)

- Part 2 - Blue Sky Dreams

1. Circles Of Stone (2:24)
2. Menorca Blue (4:10)
3. Evening Song (8:00)

- Part 3 - Of Heroes and Heroines

1. Music for Miriam (4:48)
2. Arc-En-Ciel (4:29)
3. Wait a While (5:57)

- Part 4 - Beneath A Higher Heaven

1. Crystal Spa (Kyrie Eleison) (14:40)
2. The Mountain-Sunset (5:24)
3. A Different Sky (6:49)